# Sophia Di Martino
Sophia Di Martino (ur. 15 października 1983 w Nottingham) – angielska aktorka, która wystąpiła m.in. w filmie Yesterday i serialu Loki .

## Filmografia

### Filmy
| Rok  | Tytuł                      | Rola            | Uwagi |
| ---- | -------------------------- | --------------- | ----- |
| 2011 | Black Pond                 | Rachel          |       |
| 2015 | Randka z królową           | Phoebe          |       |
| 2015 | Draw on Sweet Night        | Lady Mary Darcy |       |
| 2016 | The Darkest Universe       | Eva             |       |
| 2019 | Yesterday                  | Carol           |       |
| 2021 | Sweetheart                 | Lucy            |       |
| 2021 | Szalony świat Louisa Waina | Judith          |       |

### Telewizja
| Rok        | Tytuł           | Rola           | Uwagi          |
| ---------- | --------------- | -------------- | -------------- |
| 2008       | The Royal Today | Gemma Pennant  | 46 odc.        |
| 2009-2011  | Na sygnale      | Polly Emmerson | 82 odc.        |
| 2013       | Mount Pleasant  | Amber          | 8 odc.         |
| 2014       | 4 O'Clock Club  | Emma Parkwood  | 10 odc.        |
| 2016–2018  | Flowers         | Amy Flowers    | 12 odc.        |
| 2017       | Election Spy    | Becs           | 9 odc.         |
| 2021, 2023 | Loki            | Sylvie         | w gł. obsadzie |
| 2022       | Peacock         | Blue           | 3 odc.         |

Di Martino ma na koncie również wiele ról gościnnych, m.in. w serialach Milczący świadek i Kraina bezprawia oraz ról w filmach telewizyjnych i krótkometrażowych.